# Вятский округ
Вятский округ — административно-территориальная единица Нижегородского края, существовавшая в 1929—1930 годах. Административный центр - город Вятка.
Вятский округ был образован 15 июля 1929 года в составе Нижегородского края. Его возглавил в качестве первого секретаря окружного комитета Э.К. Прамнэк.
30 июля 1930 года Вятский округ, как и большинство остальных округов СССР, был упразднён. Его районы отошли в прямое подчинение Нижегородского края.

## Административное деление
Округ был разделён на 15 районов:
- Белохолуницкий,
- Верхошижемский,
- Вожгальский,
- Вятский,
- Зуевский,
- Зюздинский,
- Кайский,
- Мурашинский,
- Омутнинский,
- Оричевский,
- Просницкий,
- Синегорский,
- Слободской,
- Фаленский,
- Халтуринский.